# Blato na Cetini
Blato na Cetini – wieś w Chorwacji, w żupanii splicko-dalmatyńskiej, w mieście Omiš. W 2011 roku liczyła 465 mieszkańców.